# Turismo en España

Logotipo "Sol de Miró", imagen representativa de la Marca España desde 1983.

El turismo en España es una de las actividades económicas más importante del país que supuso en 2023 un 13,4% de su PIB. España es un país turístico con una desarrollada infraestructura en el sector servicios, situándose entre los tres más visitados del mundo, al que acudieron más de ochenta millones de viajeros en 2023 atraídos por sus playas y agradable clima, el abundante patrimonio artístico del país y la riqueza gastronómica, además de ser una de las naciones más ricas en patrimonio cultural del planeta debido al gran número de civilizaciones que dejaron su impronta y legado en la península ibérica. 
Según el informe de 2017 de la Organización Mundial del Turismo (OMT), España es el segundo país del mundo en número de turistas extranjeros, con 81,9 millones de turistas anuales en 2017,  sólo superado por Francia. Según el informe de 2012 proporcionado por Eurostat, España fue el primer país de la Unión Europea (UE) en número de pernoctaciones logrando superar a Francia, debido a un aumento del 4,3% respecto al año anterior.
El impacto turístico representa alrededor del 11% del producto interior bruto del país, sustentándose parte de su economía en el sector servicios, con un inigualable desarrollo y excelencia en hostelería y transporte desde el auge turístico acontecido en la década de 1960 que se afianzó finalmente con la celebración en el quinto centenario del Descubrimiento de América (1492), de los Juegos Olímpicos de Barcelona y la Exposición Universal de Sevilla (1992).
Con respecto a los ingresos del sector turístico, España es la segunda nación del mundo, solo superada por Estados Unidos según la OMT. El principal destino turístico es Cataluña —siendo también Barcelona la principal ciudad receptora de turistas— seguida por las Canarias y las Islas Baleares. En el año 2015 el Foro Económico Mundial otorgó a España el primer puesto mundial en competitividad turística. Según los datos aportados por el INE en febrero de 2017, España ingresó 77.625 millones de euros en 2016 en concepto de ingresos turísticos, un 9% más que el año anterior.
Durante varias décadas se hizo especial énfasis en la promoción del turismo de sol y playa, debido al clima bastante más cálido y soleado en comparación con otros países europeos. Las temperaturas en verano suelen variar entre los 20 y 40 °C, y muchas regiones tienen más de 300 días de sol al año, con veranos generalmente secos y calurosos. La capacidad turística en las localidades costeras proporciona un elevado número de hoteles, restaurantes y viviendas a pie de playa de las que la Costa de la Luz y la costa valenciana son fiel exponente con Cádiz, Sotogrande y Benidorm como promotores destacados.
El norte de España tiene un clima algo más fresco y húmedo. Muchos españoles y extranjeros se sienten atraídos por el milenario Camino de Santiago o fiestas de carácter lúdico como San Fermín. La zona norte combina turismo rural con grandes arenales que gozan de buen clima en verano y turismo de esquí en invierno. Dicha zona presenta una singular belleza por la cercanía de montañas con abundante vegetación y zonas como la costa cantábrica, las rías de Galicia o los Picos de Europa.
La gastronomía española es amplia y variada, con platos tan típicos como el gazpacho, la paella, el cocido madrileño, la fabada, el jamón ibérico, el marisco o el pescado típico de la zona. El aceite de oliva, del que España es el primer país productor del mundo, se emplea en una gran diversidad de platos, y es muy apreciado en otros países.
En los últimos años, ha crecido el interés por el turismo cultural en España, incrementándose la afluencia de visitantes a destinos como la Mérida romana de Extremadura o históricos lugares de Castilla y León.

## Historia del turismo en España

### SigloXX
El desarrollo turístico de España en la segunda mitad del siglo XX fue un fenómeno clave en la transformación económica y social del país. Desde los años 50 hasta finales del siglo XX, España pasó de ser un país predominantemente agrícola y con una economía cerrada a convertirse en una de las principales potencias turísticas del mundo. Esto fue impulsado en gran parte por el Estado, especialmente durante la dictadura franquista y los primeros años de la democracia. La principal institución encargada de su promoción fue el Ministerio de Información y Turismo, creado en 1951 bajo el régimen de Franco. Resultó clave la creación de la imagen turística de España, para movilizar turistas tanto a nivel nacional como internacional. Aunque los polos de atracción turística fueron fijados en zonas como la Costa del Sol o Andalucía, sí hubo actividad turística, aunque menor, en otras regiones, como es el caso de Asturias.

#### Apertura al exterior (1957-1966)

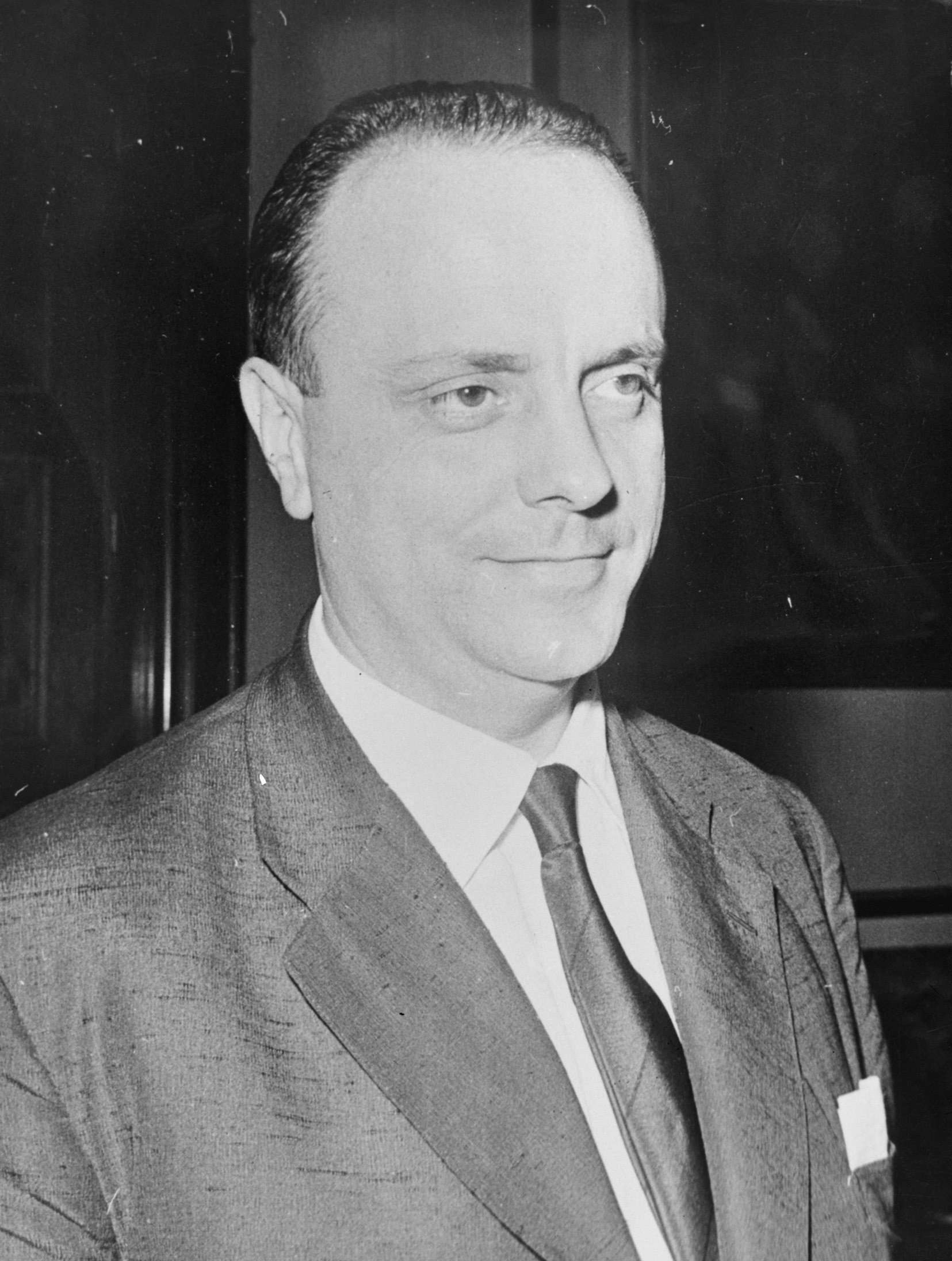
Manuel Fraga, ministro de Información y Turismo (1962-1969).

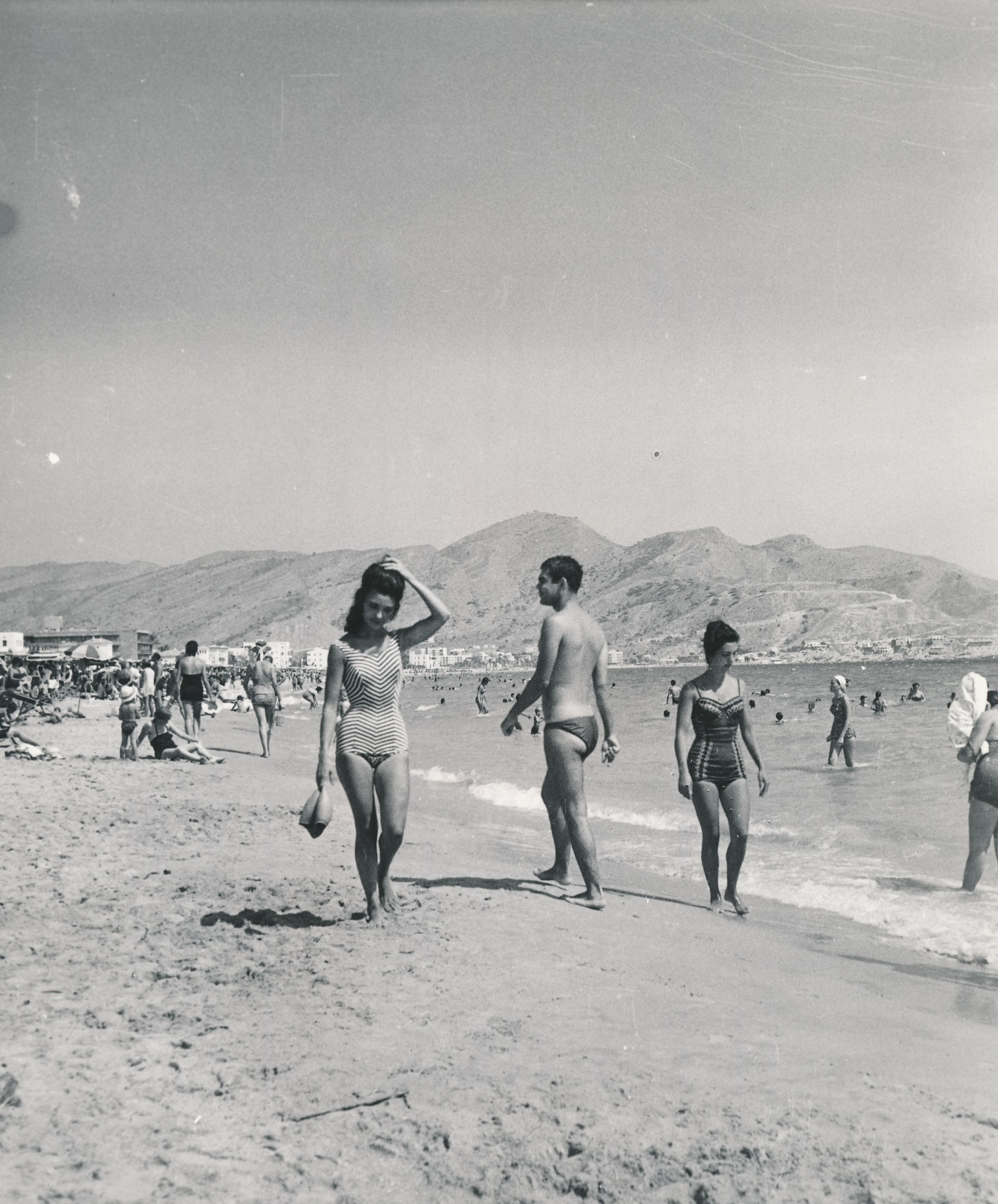
Playa de Benidorm hacia 1960

La apertura del sector turístico español se enmarca en la expansión económica europea de posguerra y en la transición desde la autarquía a la liberalización. La política turística pasó a rango ministerial con la creación del Ministerio de Información y Turismo en 1951, cuya estructura orgánica atribuyó competencias explícitas en esta materia; en 1962 se constituyó la Subsecretaría de Turismo y el Instituto de Estudios Turísticos con la finalidad de dotar a la acción pública de información y análisis sistemático.
La inflexión llegó con el Plan de Estabilización de 1959, que abrió la economía al exterior y facilitó el despegue del llamado Milagro económico español. Entre 1951 y 1961 el número de visitantes pasó de 1,26 a 7,45 millones, y en 1973 alcanzó los 31,6 millones, afianzando un turismo de masas sustentado en la estandarización del producto y el auge del transporte chárter.
En estos años se consolidó un marco jurídico-administrativo específico: la Ley de Competencias en Materia de Turismo (1963) definió las atribuciones del Ministerio; la Ley de Centros y Zonas de Interés Turístico Nacional (1963) orientó la planificación de destinos; y el Estatuto ordenador de las empresas y actividades turísticas privadas (1965) fijó reglas comunes para el sector.
La comercialización de los destinos españoles quedó crecientemente vinculada a la touroperación europea. Ya desde mediados de los años cincuenta, operadores alemanes como la firma Dr. Tigges —fundada por el pionero del paquete turístico Hubert Tigges— articularon acuerdos con hoteleros locales para ofrecer paquetes integrados con transporte chárter y alojamiento. Un ejemplo temprano fue la colaboración iniciada en Palma de Mallorca (1953-1954) entre Dr. Tigges y el empresario Luis Riu Bertrán, que organizó rotaciones quincenales de vuelos con contingentes de turistas alemanes hacia la Playa de Palma; este modelo se consolidó en la década siguiente y Dr. Tigges acabaría integrándose en TUI en 1968.
El patrón de crecimiento se apoyó en paquetes vendidos en origen por touroperadores europeos, con uso intensivo del vuelo chárter, lo que aportó regularidad de la demanda y permitió economías de escala; al mismo tiempo, la comercialización quedó fuertemente intermediada. La Administración trató de encauzar el proceso con instrumentos de planificación —la Ley de Centros y Zonas de Interés Turístico Nacional (1963) y su reglamento (1964)— y con campañas de promoción exterior (como «Spain is different», desde 1964). La literatura especializada también subraya rasgos estructurales del período, como la estacionalidad y la concentración litoral de la oferta, especialmente en Islas Baleares, Costa Brava y Costa del Sol.
La debilidad del capitalismo español junto a la falta de confianza que el sector financiero español tenía en el turismo, al que consideraban como un fenómeno coyuntural y al que minusvaloraban en su potencialidad hizo que los capitales que financiaron el crecimiento de la oferta hotelera de sol y playa fueran en su mayoría extranjeros, gestándose de esa forma la dependencia del turismo respecto de los operadores turísticos foráneos. De hecho, fue clamorosa la ausencia del capital financiero español en el desarrollo turístico de aquellos años. Lo único que preocupaba era la obtención del mayor volumen posible de divisas para poder acometer la modernización industrial de España. Los costes sociales y ambientales de un rapidísimo crecimiento turístico, así como la falta de planificación del mismo –y casi ausencia de control alguno- constituyen aspectos negativos que han lastrado pesadamente sobre las costas españolas. La falta de control económico de dicho crecimiento también se dejó sentir en el posterior desarrollo turístico que presentó todas las características de una explotación de materias primas –en este caso el sol y la playa- propias de una economía dependiente.

#### El desarrollo (1964 a 1973)

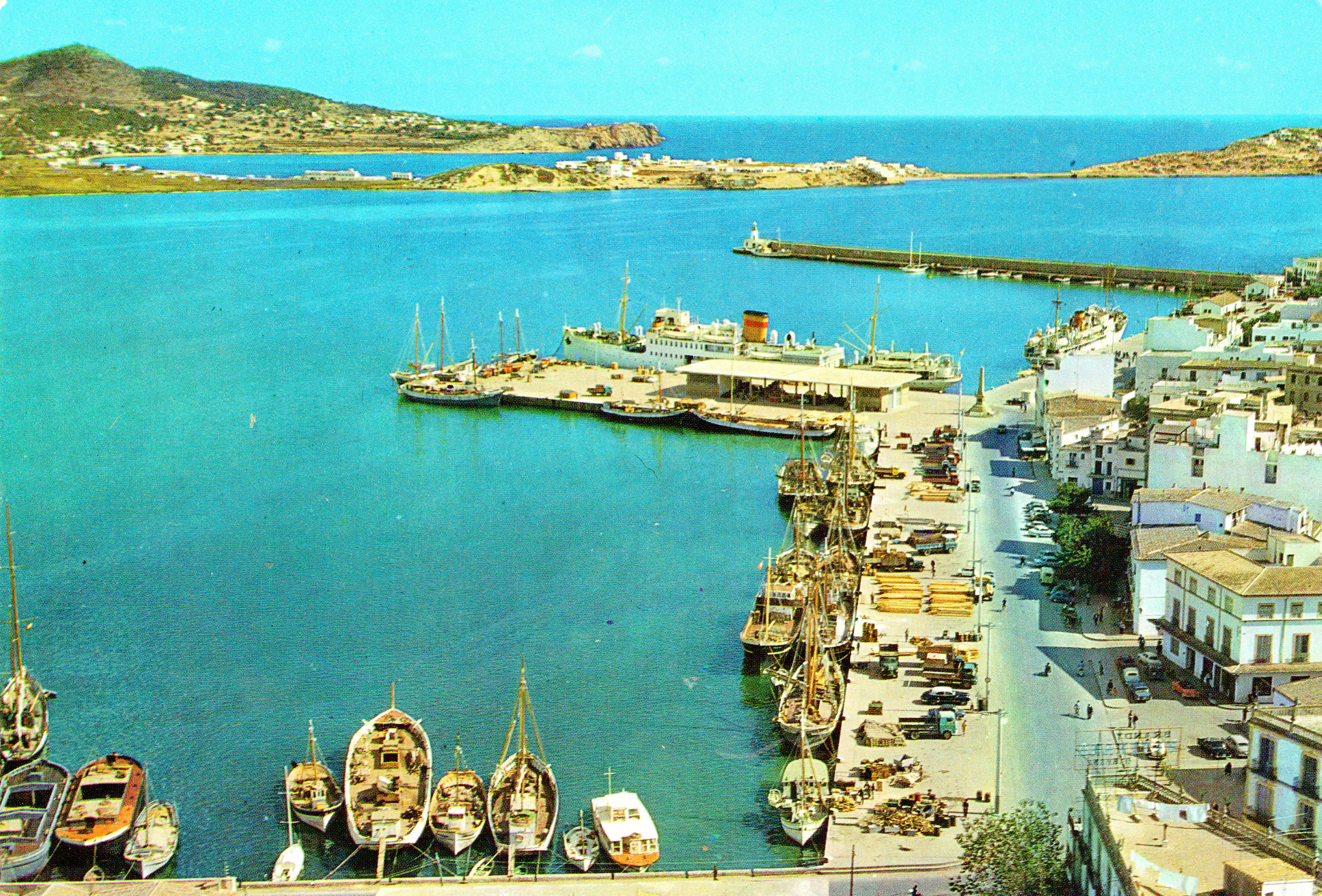
El puerto de Ibiza en 1965

En esta época se produce el desarrollo de la legislación turística específica. El marco conceptual pasó del “todo vale” a una cierta ordenación turística. Lo ocurrido en esta década se ha denominado “planificación no planificada”. Como el objetivo era estimular el crecimiento de la oferta como medio de incentivar a llegada de más turistas y, por consiguiente, de más divisas. No se tuvieron en cuenta ningún otro tipo de consideraciones que no fuese las meramente cuantitativas del crecimiento. Y para lograrlo se eliminaron las trabas urbanísticas que frenaban o limitaban el crecimiento de la oferta turística. La Ley del Suelo vigente era un obstáculo, por lo que Fraga buscó una fórmula para obviarla en la Ley de Centros y Zonas de Interés Turístico. Esta norma, que sirvió para agilizar y estimular las inversiones tanto nacionales como extranjeras en bienes inmobiliarios turísticos fue a su vez la culpable de los numerosos desaguisados urbanísticos que se cometieron en esos años, y posteriores en el litoral español.
En el ámbito económico supuso una explotación mayor del turismo de sol y playa, que no fue todo lo productiva que pudo ser debido a fuerte dependencia de la oferta hotelera española respecto a los turoperadores extranjeros. Las Leyes de Costas y Puertos Deportivos posibilitaron la privatización del dominio público litoral. Al final del período, ya en los años 70, aparecen los primeros síntomas de una tímida reorientación territorial de la política turística en lo relativo a la necesidad de proceder a una cierta planificación del espacio; son la constatación de que los excesos del pasado empezaban a dejarse sentir.

#### La Transición política (1974-1977)

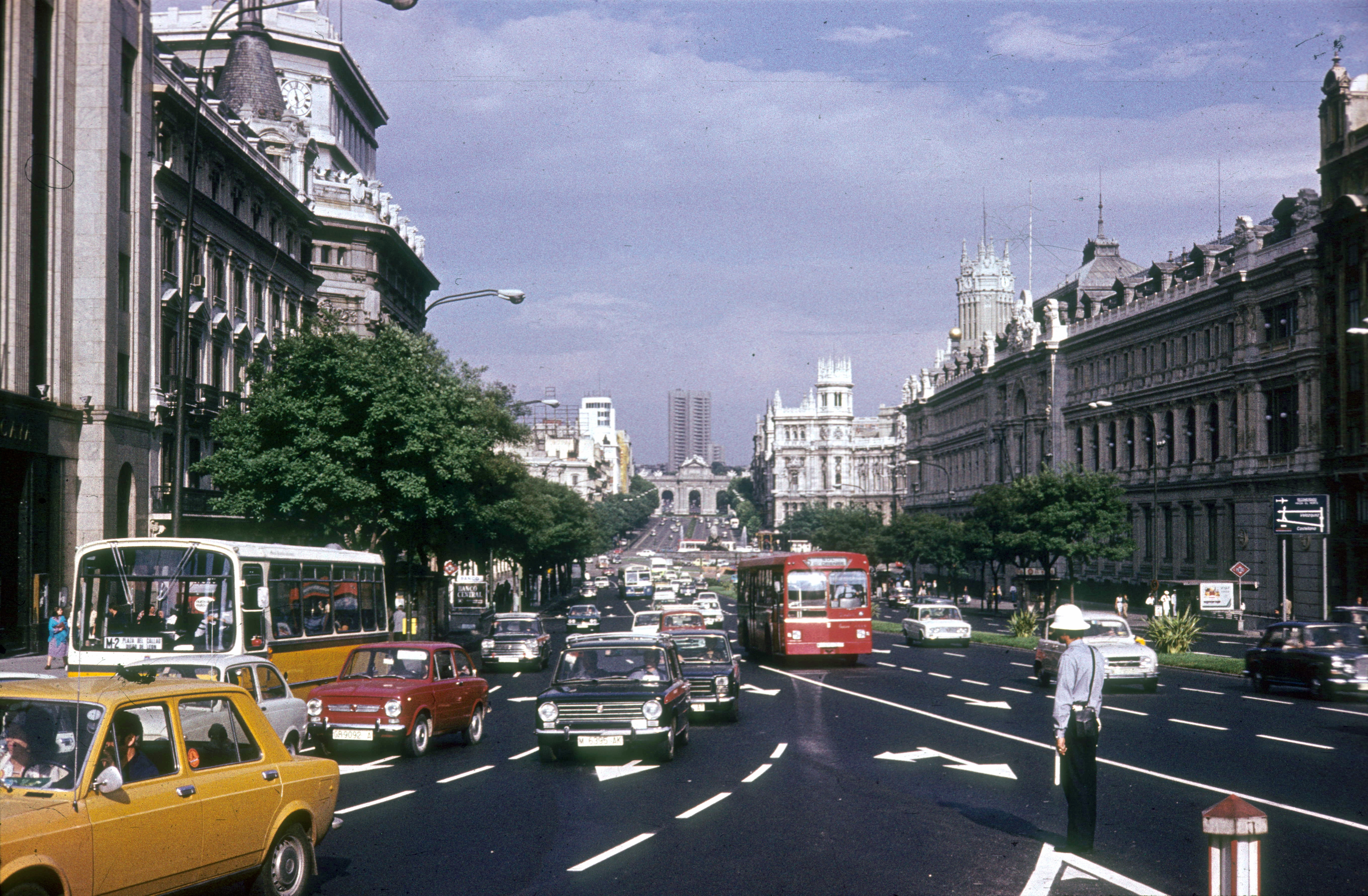
Calle de Alcalá, Madrid, en 1974

Se produce una reorientación lastrada por los condicionantes políticos (Transición española). Se disuelve el Ministerio de Información y Turismo (se integra en el de Comercio) y se crea la Secretaría de Estado de Turismo. Esta nueva vinculación administrativa se tradujo en una nueva concepción del turismo, una vez desprovisto plenamente del lastre político-instrumental que había gravitado sobre él desde siempre. Se declaran los “Territorios de Preferente Uso Turístico”, se establece el Reglamento de las Agencias de Viajes. En el ámbito económico, se produce la liberalización de las inversiones extranjeras y el apoyo financiero a la modernización de empresariado, se despenaliza el juego y se regula la inversión extranjera en el mismo, se crean concursos mixtos para la concesión de subvenciones y créditos para agrupaciones empresariales turísticas. 
Ante la constatación de la obsolescencia y descapitalización de la infraestructura hotelera, se crean los Planes de Modernización Hotelera. La dependencia de los turoperadores extranjeros había desembocado en esa situación. En numerosos afamados lugares de vacaciones se detectaban problemas de saturación turística. A pesar de las dificultades, en este periodo se sentaron las bases de la renovación turística española, luego seguida por sucesivos gobiernos y por algunas comunidades autónomas en años posteriores. Este nuevo enfoque del turismo dio prioridad a los problemas del sector: la necesidad de la renovación del equipamiento y el fortalecimiento empresarial a través de la mejora de sus estructuras organizativas y financieras.

#### La construcción del Estado de las Autonomías (1978-1985)

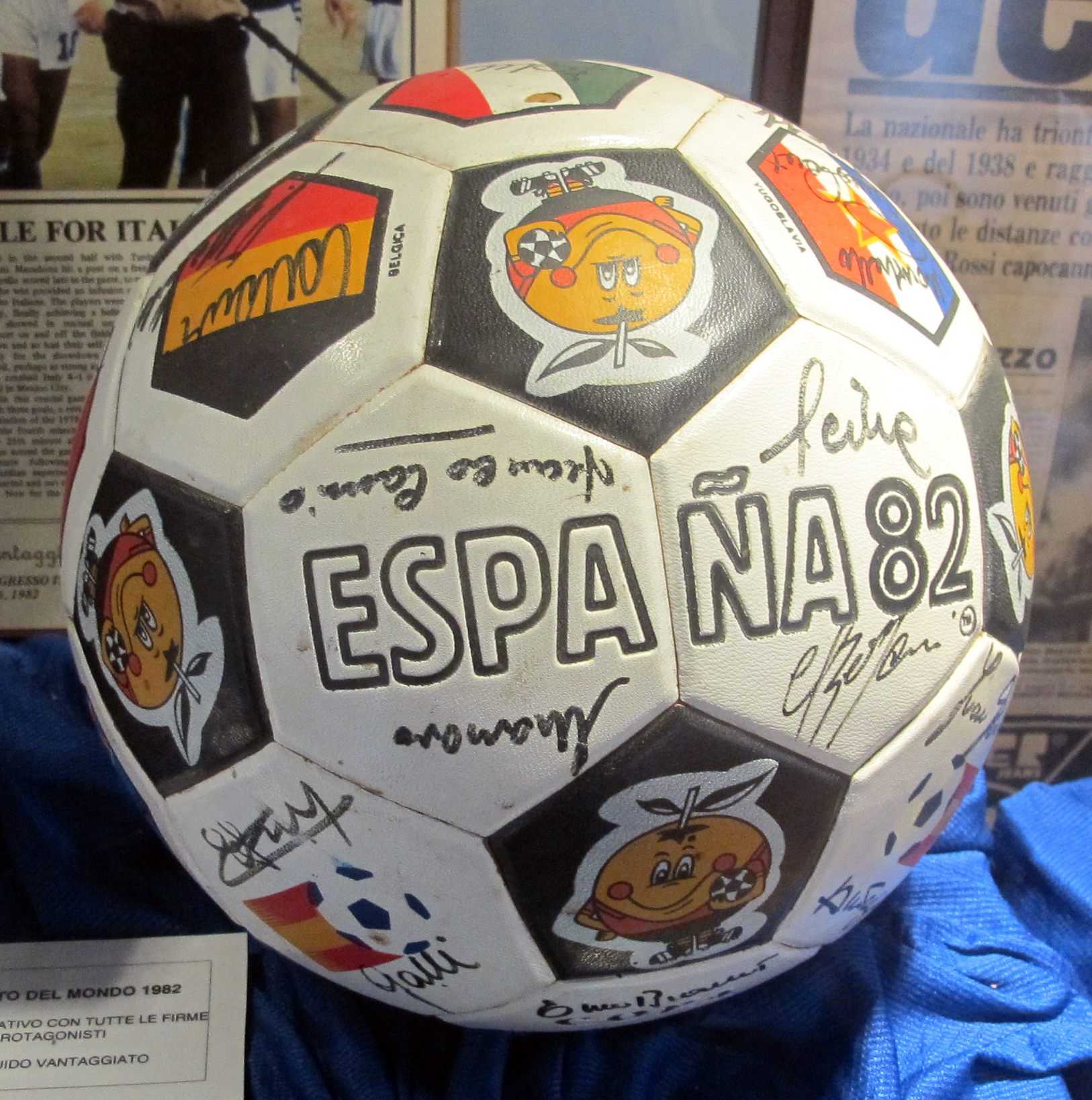
Balón de fútbol con la imagen de Naranjito, la mascota de la Copa Mundial de Fútbol de 1982 celebrada en España, firmado por la selección italiana, que fue el equipo que la ganó.

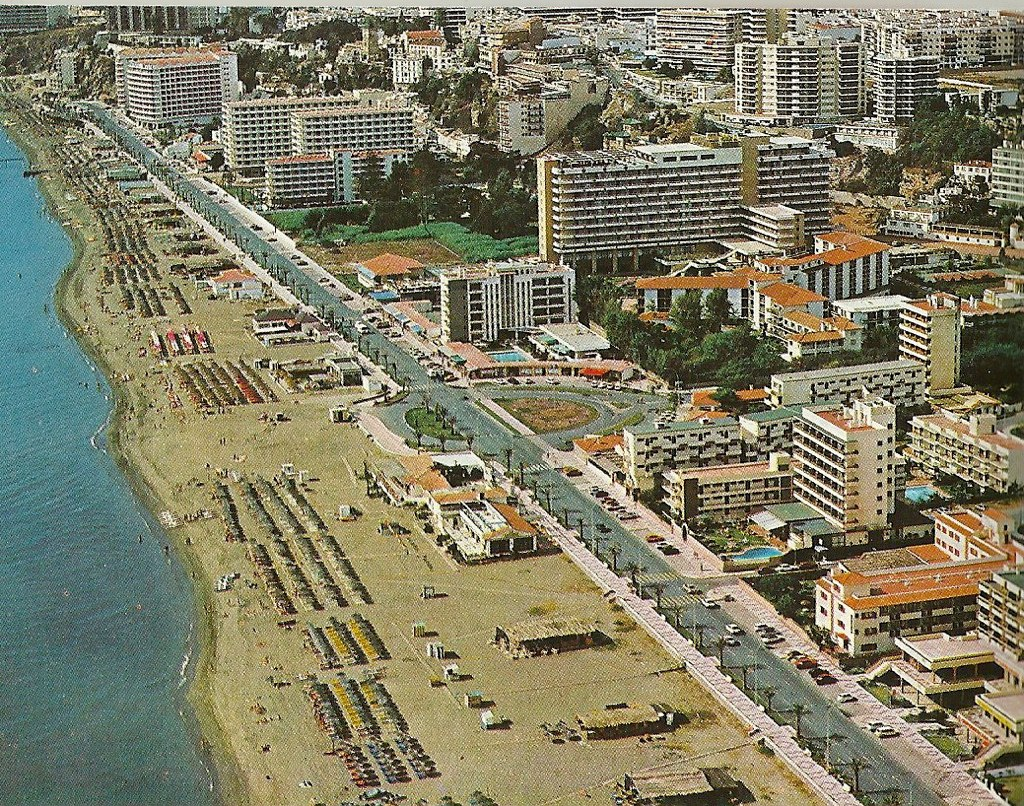
Torremolinos en 1983

En este período se procede a la transferencia de competencias en materia turística a las comunidades autónomas, que se organizan adaptándose a sus características socioculturales, económicas y territoriales, con el inconveniente de la pérdida de homogeneidad de la legislación vigente hasta la fecha. Al mismo tiempo se organiza una nueva administración turística central que enfoca la gestión turística como la de un sector típicamente exportador, y por consiguiente, de apoyo a su comercialización exterior, al mismo tiempo que se eliminan las trabas burocráticas que habían venido encorsetando el funcionamiento del libre mercado en los distintos subsectores y actividades turísticas. Se crea el Instituto de Promoción del Turismo en España y se comienzan a recuperar el dominio público en la legislación del litoral. Los Pactos de la Moncloa incluyen medidas de apoyo al turismo.
En esta época tiene lugar la transformación de la administración turística que, definitivamente, se separa de otras vinculaciones administrativas que habían lastrado, en cierta medida, el funcionamiento del sector turístico. Aparecen nuevos elementos de política turística como respuesta a los cambios socioculturales experimentados en el mundo occidental y en España. Se presta una mayor atención a la calidad que a la cantidad de nuestras infraestructuras turísticas, y también aparece una nueva preocupación por el “patrimonio ambiental colectivo” (litorales, montaña o viejos entornos urbanos), y una creciente atención a un aprovechamiento turístico “ordenado y juicioso” de la naturaleza. Con ello se entró en un período de madurez acorde con los nuevos rumbos que la economía de los diferentes sectores productivos presentaba en todo el mundo desarrollado.

### La plena incorporación de España a la modernidad (1986-actualidad)

Cobi, la mascota de los Juegos Olímpicos de Barcelona 1992

En este periodo se avanza hacia una colaboración estrecha entre las distintas administraciones públicas y el sector privado. Aparece una nueva estructura de la Secretaría General de Turismo y el Instituto Nacional de Promoción de Turismo en España. Se desregula la actividad de las agencias de viajes. Se produce la definitiva recuperación del dominio público litoral y una institucionalización de la cooperación internacional en materia turística. Se establece el Plan Marco de Competitividad del Turismo Español.
El reparto de competencias entre las comunidades autónomas y el Gobierno central facilita el proceso de profesionalización de los propios responsables de los organismos administrativos centrales encargados del turismo, que pasan a convertirse en organismos autónomos. También se originan nuevos problemas derivados de ese proceso de traspaso de competencias a las comunidades autónomas que exigen la creación de un órgano de coordinación entre ellas, con las administraciones central y local, y con el empresariado, como es el Consejo Promotor del Turismo que, aun de carácter consultivo es de una gran importancia.

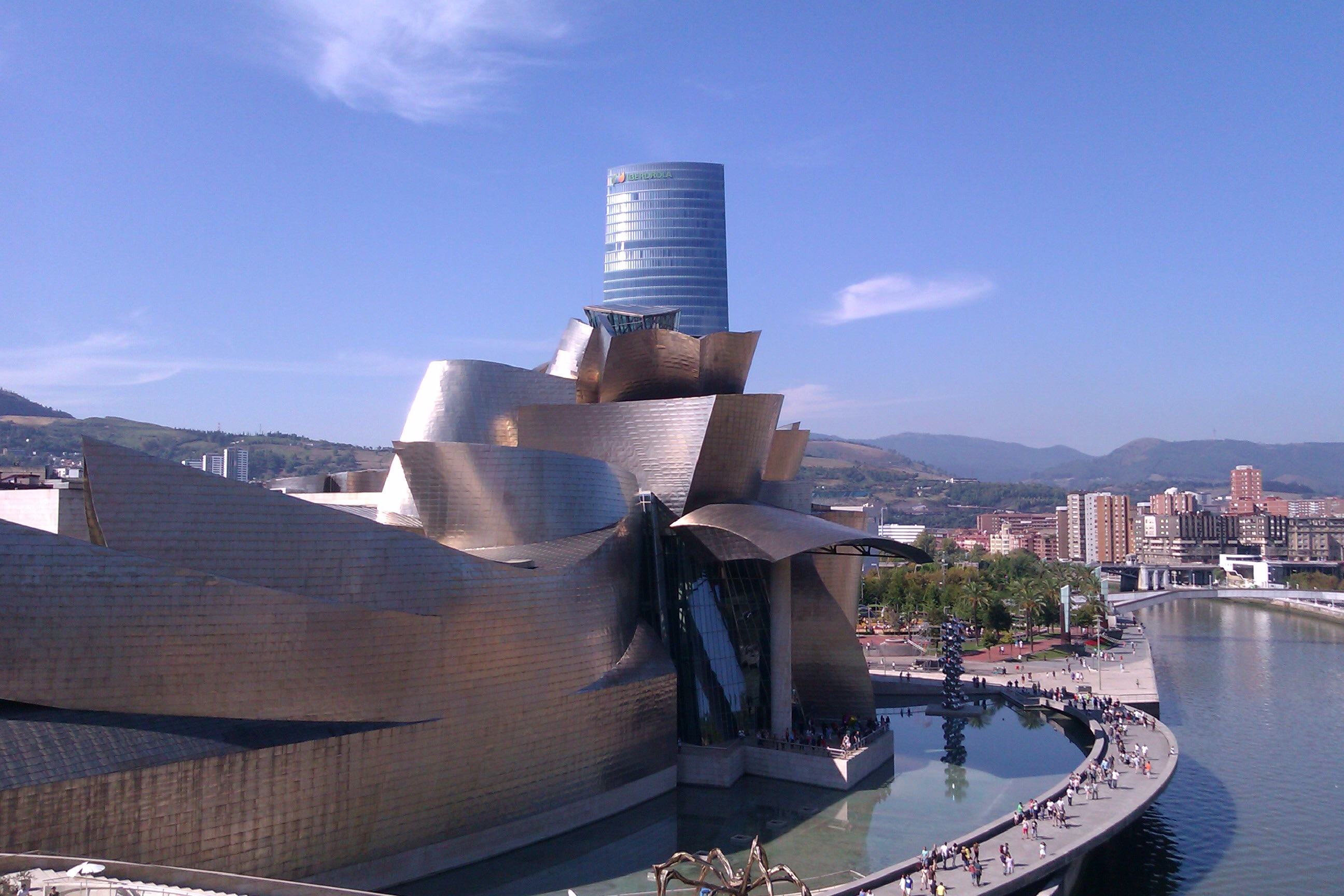
Museo Guggenheim Bilbao en 2011

Se busca la modernización de las infraestructuras turísticas para desembocar, después, en su conversión en un elemento clave de una estrategia permanente de mantenimiento de la competitividad del turismo español. El Plan Marco de Competitividad del Turismo Español (conocido como Plan Futures) significa la concreción de una estrategia permanente de adaptación a los nuevos gustos del mercado apoyando la diversificación, los nuevos productos y la mejora de la competitividad desde un enfoque integral e integrado.
En esta época se generalizó la política de protección de la naturaleza, haciéndola compatible con su uso turístico, y se utilizó al turismo como sector promocional en la política de incentivos regionales tendente a la corrección de los desequilibrios interterritoriales, prueba de la importancia y madurez que el sector ha alcanzado en la economía española. En este periodo se conciben y se abordan nuevas políticas de apoyo al turismo español, que cambia sustancialmente al diversificarse y mejorar en calidad, creando, asimismo, un nuevo modelo turístico más y mejor adaptado a las nuevas y cambiantes exigencias del mercado que, sin renegar del sol y playa, lo diversifica y complementa con nuevos atractivos de toda índole, a la búsqueda permanente de la máxima competitividad.

### El turismo en la actualidad
En la actualidad, el turismo en España supone una de las actividades más importantes de la economía. Es la principal actividad que sostiene a ciertas zonas como el litoral mediterráneo o los archipiélagos canario y balear, donde se ha producido una "turistización" (desplazándose así otras actividades económicas pertenecientes al sector primario o secundario por su poca rentabilidad frente al turismo)
Esto ha supuesto que España se viese muy afectada en 2020 (debido a la pandemia de COVID-19) que, como consecuencia de una menor llegada de turistas, supuso que otras actividades económicas como la hostelería o las actividades de ocio se hayan visto perjudicadas.

#### Turismo en viviendas vacacionales
En los últimos años, el alquiler vacacional de viviendas ha experimentado un notable crecimiento en España, especialmente en zonas costeras como la Costa Blanca, la Costa del Sol o las Islas Baleares. Este modelo ha sido impulsado tanto por plataformas internacionales como por empresas nacionales especializadas en gestión de alojamientos turísticos.

## Turismo extranjero
España fue el cuarto país del mundo en número de turistas extranjeros en 2010, con 52,7 millones de turistas anuales, siendo superado por Francia, Estados Unidos y China.
El turismo le reportó a España 52.525 millones de dólares durante el año 2010, lo que la situó en segunda posición en ingresos económicos, por detrás de Estados Unidos, que ingresó 103 500 millones de dólares en ese mismo periodo, y por delante de Francia (46 300), China (45.800) e Italia (38.800).
España recibió un total de 56,17 millones de turistas extranjeros durante el año 2011, un 6,6% más de los registrados en el mismo período del año anterior, según datos del Ministerio de Industria, Energía y Turismo, el 80% de ellos llegó por vía aérea.
De estos, el 84,3% vinieron a España por razones de ocio o vacaciones, el 7,2% por motivos de trabajo o negocios, el 4,8% por motivos personales, y el resto por otros motivos no especificados. La cantidad de turistas ha crecido notoriamente desde 1950, pero no varían sus nacionalidades. La mayor parte procedían (y proceden) de Europa occidental y septentrional, y suelen ser alemanes, británicos, franceses, italianos y portugueses.
| Índice turístico Entradas de turistas según comunidad autónoma de destino principal. En porcentaje sobre el total nacional. Año 2019 |
| |

### Evolución del número de turistas no residentes
| Año                                                                                  | Millones de turistas |
| ------------------------------------------------------------------------------------ | -------------------- |
| 1998                                                                                 | 41,89                |
| 2000                                                                                 | 50,33                |
| 2001                                                                                 | 49,50                |
| 2002                                                                                 | 50,30                |
| 2003                                                                                 | 50,90                |
| 2004                                                                                 | 52,40                |
| 2005                                                                                 | 55,91                |
| 2007                                                                                 | 58,67                |
| 2008                                                                                 | 57,19                |
| 2009                                                                                 | 52,18                |
| 2010                                                                                 | 52,68                |
| 2011                                                                                 | 56,70                |
| 2012                                                                                 | 57,90                |
| 2013                                                                                 | 60,60                |
| 2014                                                                                 | 64,99                |
| 2015                                                                                 | 68,14                |
| 2016                                                                                 | 75,56                |
| 2017                                                                                 | 81,79                |
| 2018                                                                                 | 82,77                |
| 2019                                                                                 | 83,70                |
| 2020                                                                                 | 19,00                |
| 2021                                                                                 | 31,10                |
| 2022                                                                                 | 71,65                |
| 2023                                                                                 | 85,16                |
| 2024                                                                                 | 93,55                |
| Fuente: Instituto de Estudios Turísticos. Ministerio de Industria, Energía y Turismo |                      |

### Principales regiones receptoras

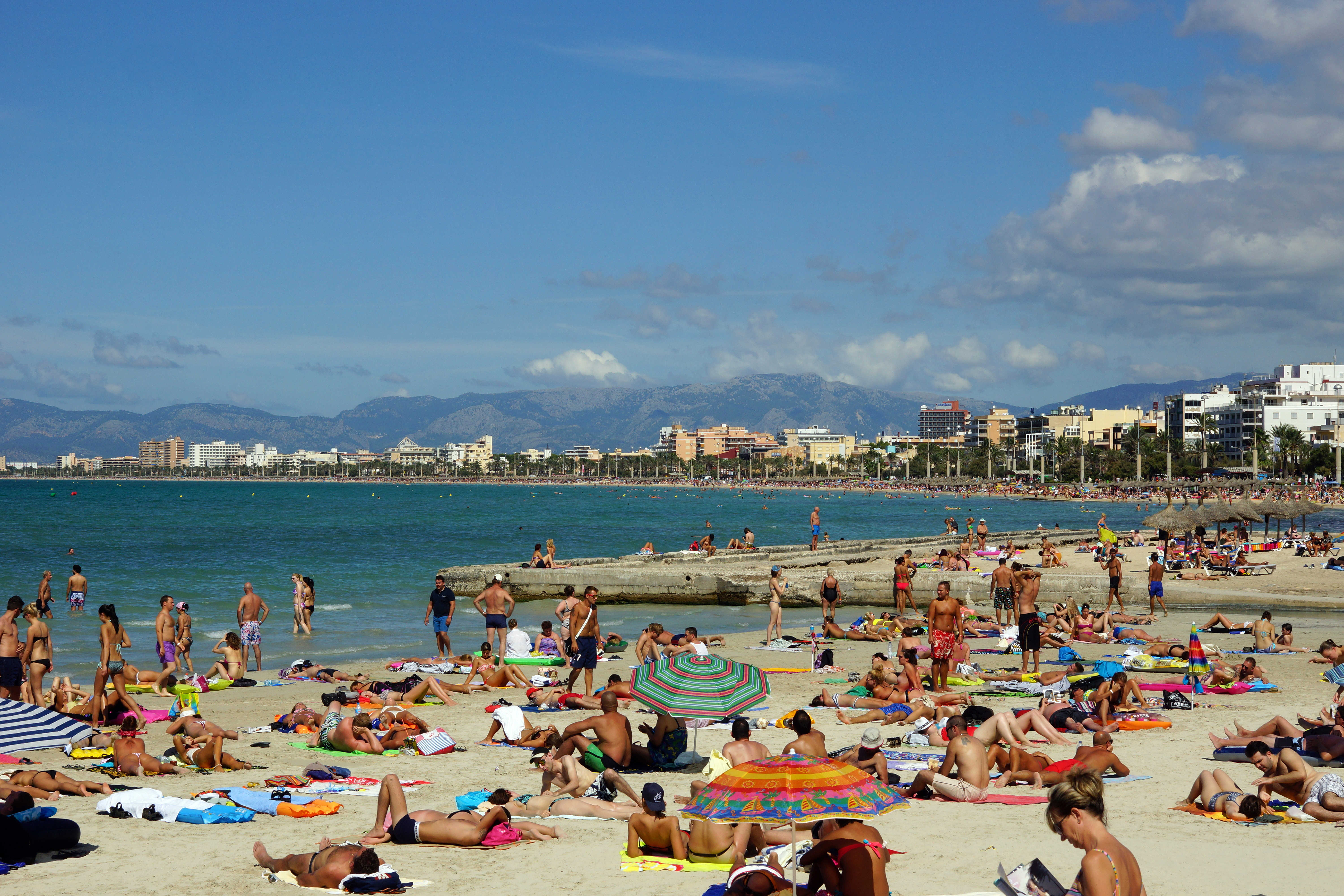
Playa en Palma de Mallorca. Las islas Baleares son el tercer destino turístico del país tras Cataluña y Canarias.

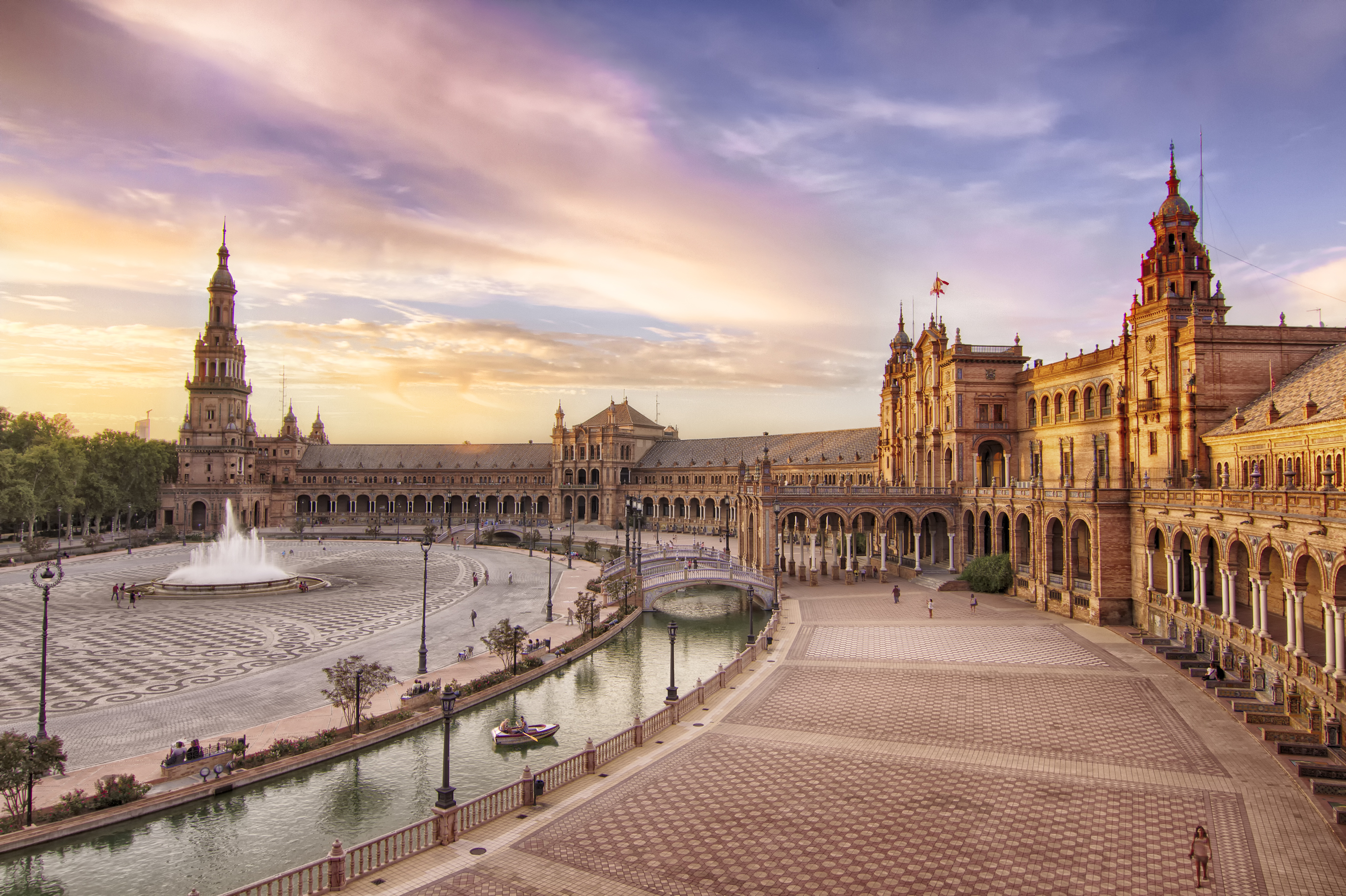
Plaza de España (Sevilla)

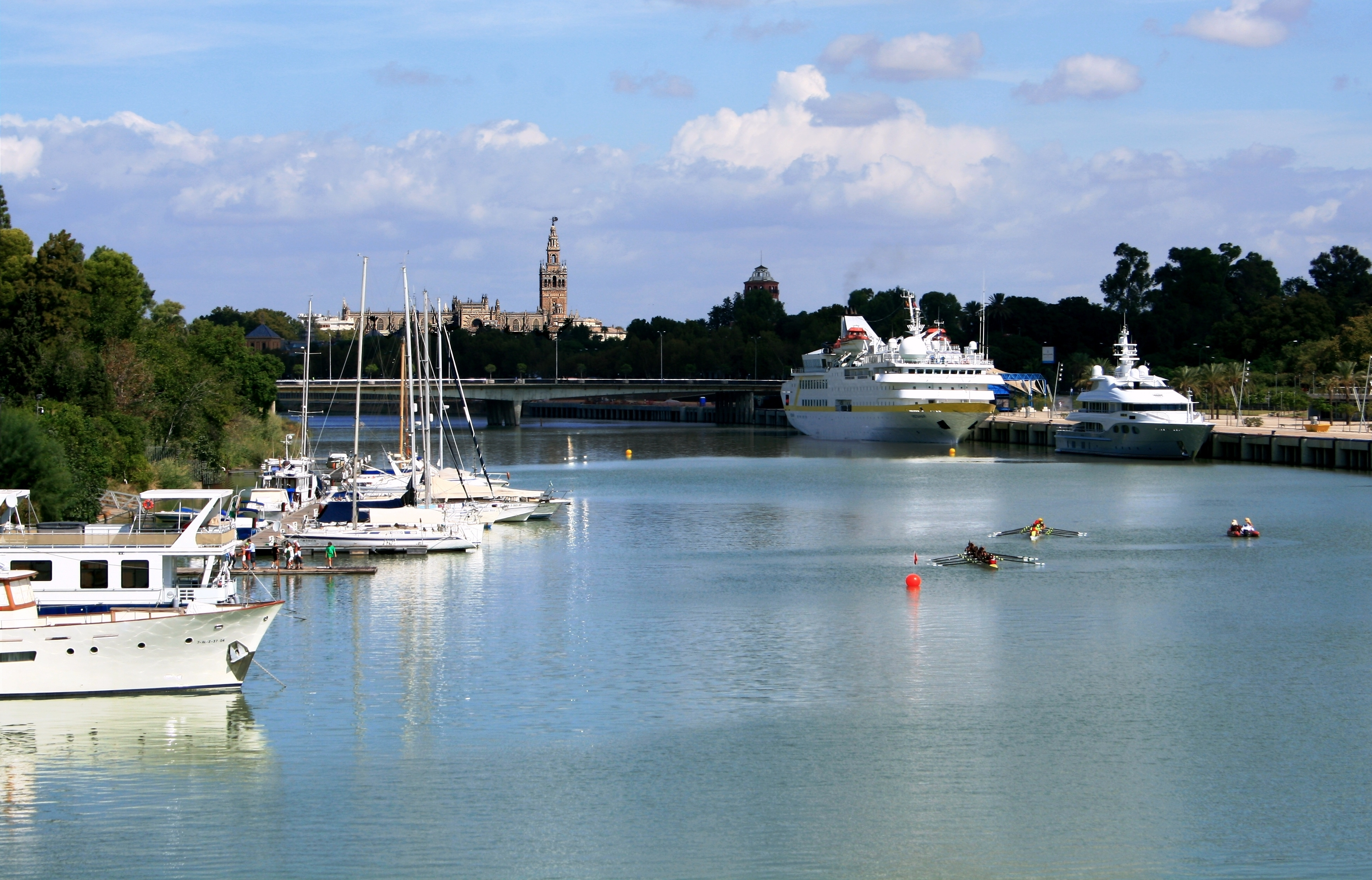
Muelle de las Delicias, situado en el Puerto de Sevilla (Andalucía), forma parte de una de las regiones turísticas más importantes de España.

Islas Baleares, Islas Canarias, Cataluña, Alicante, Málaga y Madrid, son, con diferencia, las zonas más receptoras de turismo, tanto nacional como extranjero. 
Por ciudades, Barcelona, Madrid, Valencia y Sevilla son las principales ciudades turísticas de España. Tienen una gran oferta turística de diversos congresos y convenciones nacionales e internacionales, lo que acrecienta las cifras.
En el año 2014, la ciudad más visitada fue Barcelona, situándose en el puesto 25º en el ranking mundial. Barcelona y Madrid son dos de las cinco ciudades europeas donde se produce mayor gasto por turista.
Barcelona es la ciudad española donde más caro cuesta pernoctar —con 65.100 plazas repartidas en 352 hoteles—, con un precio medio por habitación de 100€, seguida por Madrid (68€) y Valencia (60,50€).

### Otras áreas turísticas
Canarias cuenta con una media de más de diez millones de turistas por año. En 2012 el archipiélago era la tercera comunidad autónoma en cuanto a número de llegadas, la segunda en cuanto a gasto medio por turista (1047€), y la primera en ocupación hotelera. Las tendencias de 2014 también son muy positivas, las islas se convirtieron en el primer destino turístico en España en enero, febrero, marzo, octubre, noviembre y diciembre, con una media superior al millón de turistas en cada mes.
Tenerife es el principal destino turístico en las islas, con el 37% del total, le sigue Gran Canaria con un 31% y luego Lanzarote y Fuerteventura con un 16,28% y un 13,30 % respectivamente. La Palma se mantiene en la proporción superando el 1,3%.
En el medio rural se está intentando cumplir las expectativas de crear en él un tipo de turismo. Mediante programas de apoyo al desarrollo rural, pretenden estimular aspectos complementarios a la actividad agraria y recuperar las viviendas, la artesanía y tradiciones locales, etc. incluyendo una oferta de actividades de ocio relacionadas con la naturaleza y el medio ambiente.
También es importante el turismo de esquí en diversos sistemas montañosos, como por ejemplo Sierra Nevada. El turismo cultural e histórico también está desarrollado en España, destacando ciudades de mediano tamaño como Toledo o Segovia y otras de mayor población como Granada.

### Principales mercados emisores
El 48.7 % del turismo extranjero en España procedió en el 2016 de tres países: Alemania, Francia y Reino Unido, siendo que, de este último ingresaron 17 840 292 turistas durante todo el año, un 12,4% más que el año anterior.
Otros países o áreas de las que proceden un número importante de turistas son: Bélgica, EE. UU., Irlanda, Italia, Países Bajos, los países nórdicos, Portugal, Rusia y Suiza. En 2016, por continente, el 86,1% de los turistas provino de Europa, el 7,1% de América, y el 6,8% restante del resto del mundo.
| 1.ª   | Reino Unido      | 17 328 629 | 20.4 % |
| 2.ª   | Francia          | 11 812 623 | 13.9 % |
| 3.ª   | Alemania         | 10 801 229 | 12.7 % |
| 4.ª   | Resto de Europa  | 7 933 392  | 9.3 %  |
| 5.ª   | Países nórdicos  | 4 864 241  | 5.7 %  |
| 6.ª   | Italia           | 4 862 972  | 5.7 %  |
| 7.ª   | Resto del mundo  | 4 714 750  | 5.5 %  |
| 8.ª   | Resto de América | 4 693 999  | 5.5 %  |
| 9.ª   | Países Bajos     | 4 094 016  | 4.8 %  |
| 10.ª  | Estados Unidos   | 3 885 472  | 4.6 %  |
| 11.ª  | Portugal         | 2 840 698  | 3.3 %  |
| 12.ª  | Bélgica          | 2 740 012  | 3.2 %  |
| 13.ª  | Irlanda          | 2 477 429  | 2.9 %  |
| 14.ª  | Suiza            | 2 007 068  | 2.4 %  |
| Total | —                | 85 056 528 | 100 %  |

## Activos turísticos

### Monumentos Patrimonio de la Humanidad

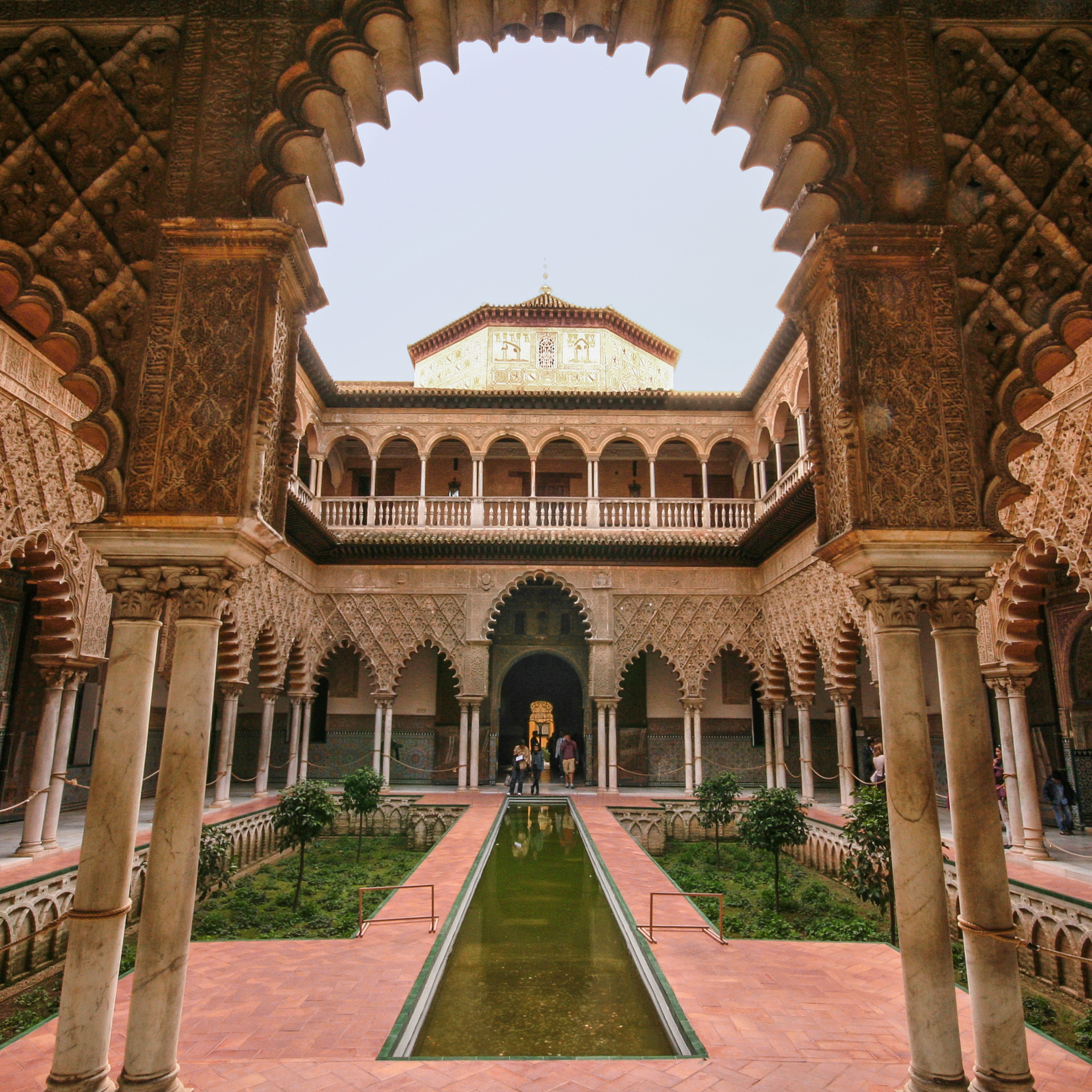
El Real Alcázar de Sevilla.

España posee, junto con Italia, el mayor número de lugares declarados Patrimonio de la Humanidad por la Unesco del mundo, sumando un total de 41. Además, trece ciudades españolas ostentan el título de Ciudades Patrimonio de la Humanidad también por la UNESCO, entre las que se incluyen: Santiago de Compostela, Salamanca, Ávila, Segovia, Alcalá de Henares, Toledo, Cáceres, Mérida, San Cristóbal de la Laguna, Córdoba, Ibiza, Cuenca, Úbeda, Baeza, y Tarragona, convirtiendo a España en el país con más ciudades galardonadas con esta distinción. Los monumentos más visitados son la Alhambra de Granada, el Real Alcázar de Sevilla y el templo de la Sagrada Familia de Barcelona que disputan el liderazgo anualmente.

### Espacios naturales

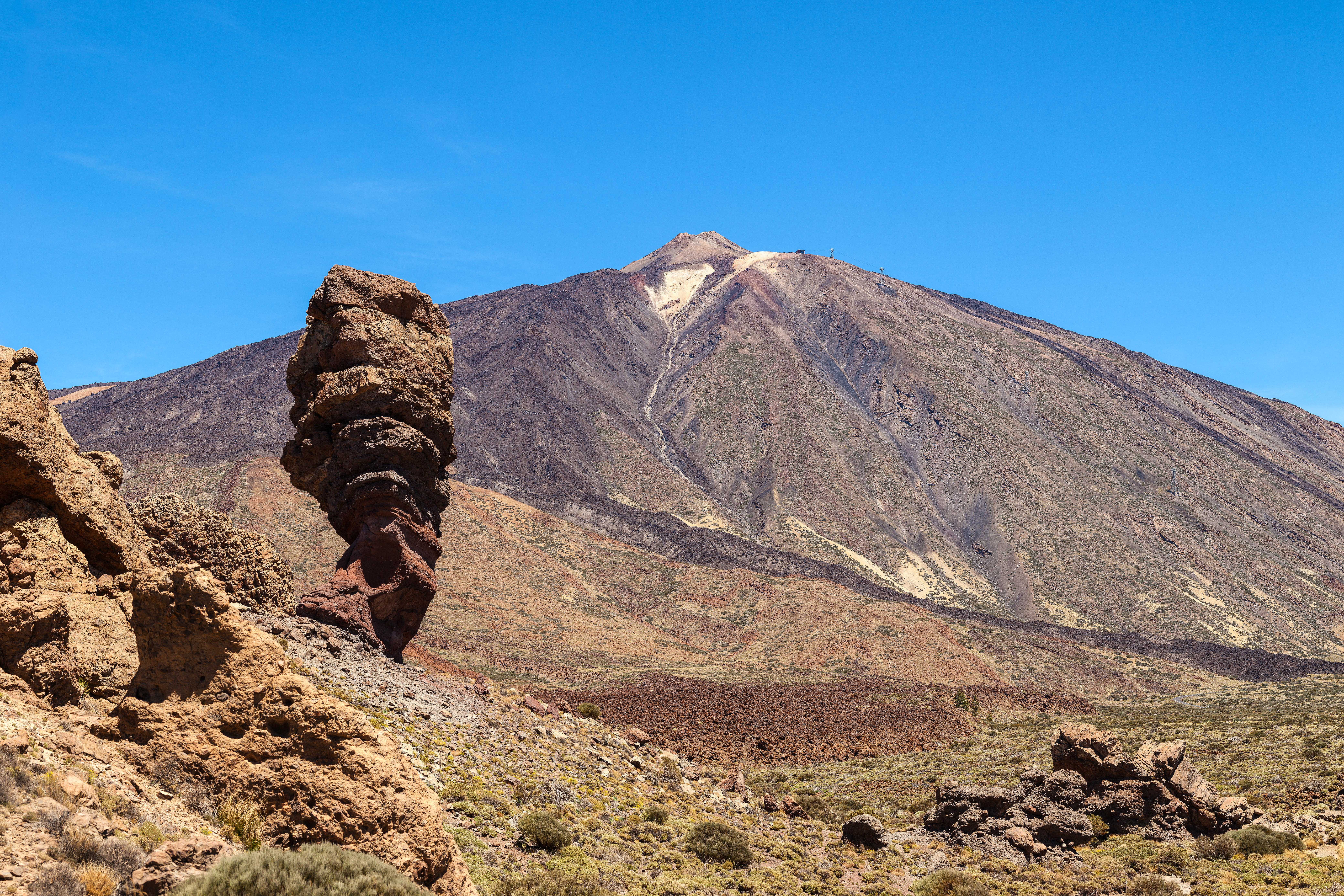
El parque nacional del Teide es el parque nacional más visitado turísticamente de España. Está ubicado en Canarias —isla de Tenerife—, segunda comunidad autónoma más visitada. Además es el parque nacional más visitado de Europa y el segundo del mundo.

España es el país más montañoso de la Unión Europea tras Grecia, y en altitud sólo lo aventajan Suiza, Austria y los pequeños estados de Andorra y Liechtenstein. Sin embargo, posee una diversidad paisajística notable. Muchos espacios naturales del país están sujetos a diferentes figuras de protección. España posee catorce parques nacionales (véase parques nacionales de España), que son aquellos poseedores de un alto valor natural y cultural, con escasa acción antrópica y que en razón de sus excepcionales valores naturales y su singularidad merecen una atención preferente al de interés general de la nación por ser representativos del patrimonio natural español.
Otras figuras de protección son los parques naturales, de los que España suma 126, y los parques regionales, con un total de 25, repartidos todos por toda la geografía española. Estas figuras de protección van encaminadas tanto a proteger estos recursos considerados bienes de interés para el estado español, como el fomento de su conocimiento y el uso lúdico (sostenible) de los mismos, potenciando las actividades que en ellos tienen lugar (espeleología, senderismo, avistamiento de aves, balsismo, canoa y escalada).

### Fiestas de Interés Turístico Internacional
Las Fiestas de Interés Turístico Internacional constituyen uno de los activos turísticos de ámbito internacional más importantes de España. Entre las más destacadas con mayor número de visitantes se encuentran la Feria de Abril de Sevilla, las Hogueras de Alicante, la Feria de Albacete, el Carnaval de Santa Cruz de Tenerife, los Sanfermines de Pamplona, las Fiestas del Pilar de Zaragoza, la Semana Santa de Sevilla.

### Distinciones
- Medalla y Placa al Mérito Turístico